# Chalamont
Chalamont è un comune francese di 2 323 abitanti situato nel dipartimento dell'Ain della regione dell'Alvernia-Rodano-Alpi.
Il territorio comunale ospita le sorgenti del fiume Veyle.

## Società

### Evoluzione demografica
Abitanti censiti